# Utebo

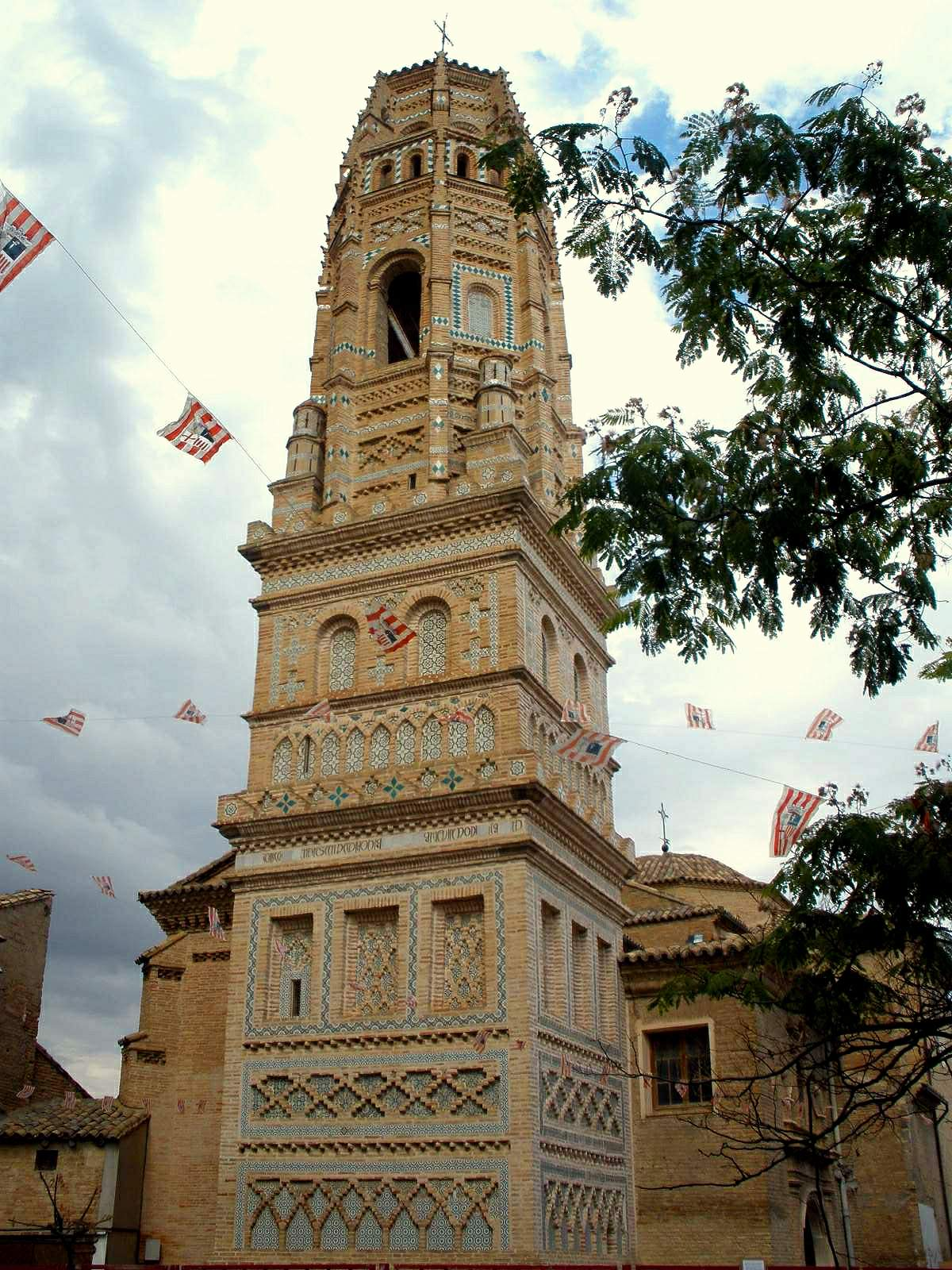
Mudéjar-Turm der Kirche Nuestra Señora de la Asunción

Utebo ist eine Stadt (Municipio) mit 19.022 Einwohnern (Stand: 2024) in der Provinz Saragossa in der Autonomen Gemeinschaft Aragonien in Spanien.

## Lage und Klima
Die Stadt Utebo liegt ca. 13 km (Fahrtstrecke) nordwestlich von Saragossa im Tal des Ebro in einer Höhe von ca. 200 m. Das Klima ist zumeist warm, im Sommer auch heiß und trocken; Regen (ca. 350 mm/Jahr) fällt überwiegend in den Wintermonaten.

## Bevölkerungsentwicklung
| Jahr      | 1857 | 1900  | 1950  | 2000   | 2017   |
| Einwohner | 792  | 1.403 | 2.677 | 10.719 | 18.856 |

Die Mechanisierung der Landwirtschaft sowie die Aufgabe bäuerlicher Kleinbetriebe und der daraus resultierende Verlust an Arbeitsplätzen haben seit Beginn des 19. Jahrhunderts zu einer Landflucht und zu einem deutlichen Bevölkerungswachstum der Stadt geführt.

## Wirtschaft
Das Gemeindegebiet ist sehr flach und besteht zu zwei Dritteln aus landwirtschaftlich genutzter Fläche, die zumeist aus den Flüssen Ebro und Jalón sowie dem Canal Imperial de Aragón bewässert wird. Seit dem Ende des 20. Jahrhunderts ist die Stadt in wirtschaftlicher Hinsicht zu einem Vorort von Saragossa geworden.

## Geschichte
Die Entstehung der Siedlung steht in engem Zusammenhang mit der Gründung von Saragossa (Caesaraugusta) durch die Römer (um 20 v. Chr.) Im 12. Jahrhundert wird der Ort urkundlich dreimal erwähnt. Die heutige Kirche stammt aus dem 16. Jahrhundert, doch existierte zuvor sehr wahrscheinlich eine andere.

## Sehenswürdigkeiten
- Bedeutendstes Baudenkmal der Stadt ist die Pfarrkirche Nuestra Señora de la Asunción (Mariä Himmelfahrt), die in zwei Phasen im 16. und 18. Jahrhundert erbaut wurde. Der Turm Campanar de los Espejos im Gotisch-Mudéjar-Stil des 16. Jahrhunderts ist in Spanien bekannt, da sich ein verkleinerter Nachbau im Poble Espanyol in Barcelona befindet. Der Innenraum der Kirche aus der zweiten Bauphase ist barock; insbesondere der geschnitzte Hauptaltar aus Holz ist sehenswert.[4]
- In der die Kirche umgebenden Altstadt befinden sich darüber hinaus Stadtpaläste aus dem 16. und 17. Jahrhundert.
- In der Stadt befindet sich darüber hinaus ein Museum mit den Werken des Malers José Orús.

## Städtepartnerschaften
- Utebo ist seit 1992 mit Plaisance-du-Touch in Frankreich partnerschaftlich verbunden.